# Колібрі-барвограй зеленогорлий
Колі́брі-барвограй зеленогорлий (Metallura tyrianthina) — вид серпокрильцеподібних птахів родини колібрієвих (Trochilidae). Мешкає в Андах.

## Опис

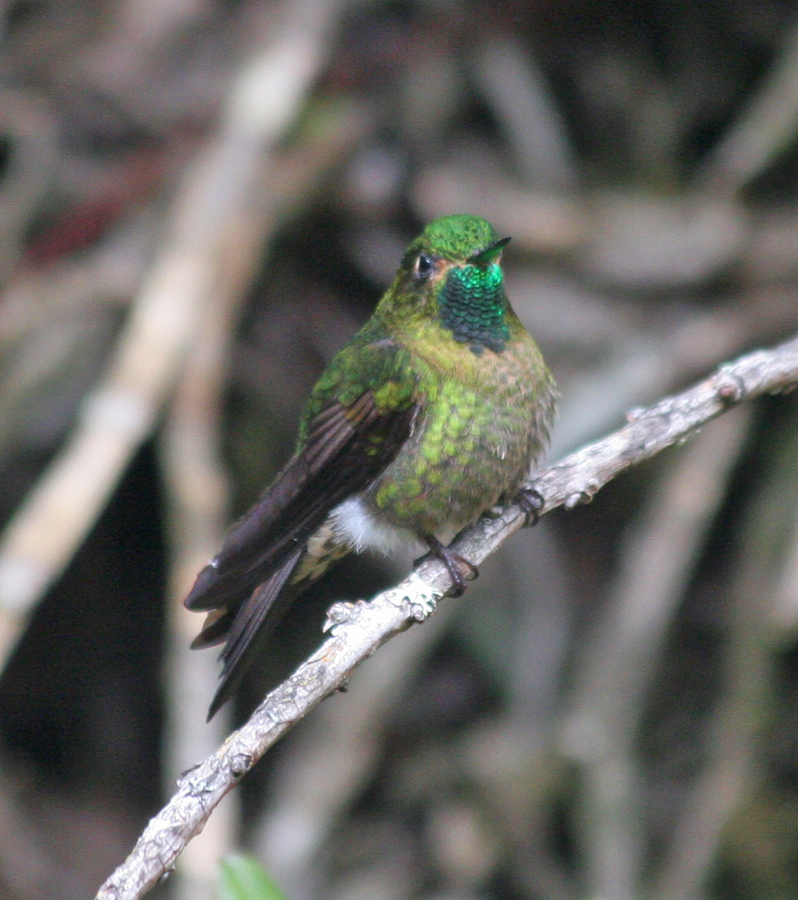
Зеленогорлий колібрі-барвограй (північний захід Еквадору)

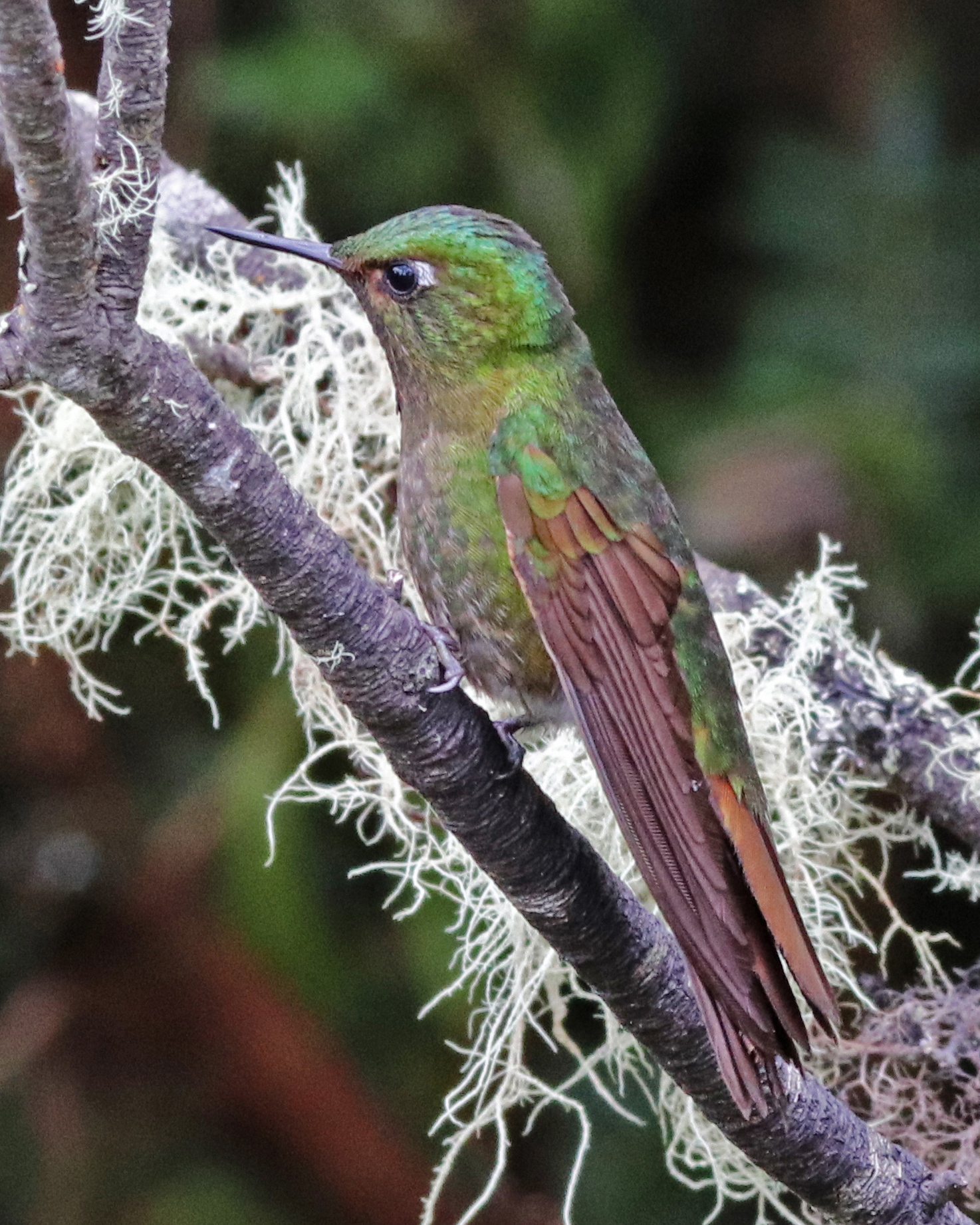
Зеленогорлий колібрі-барвограй (Еквадор)

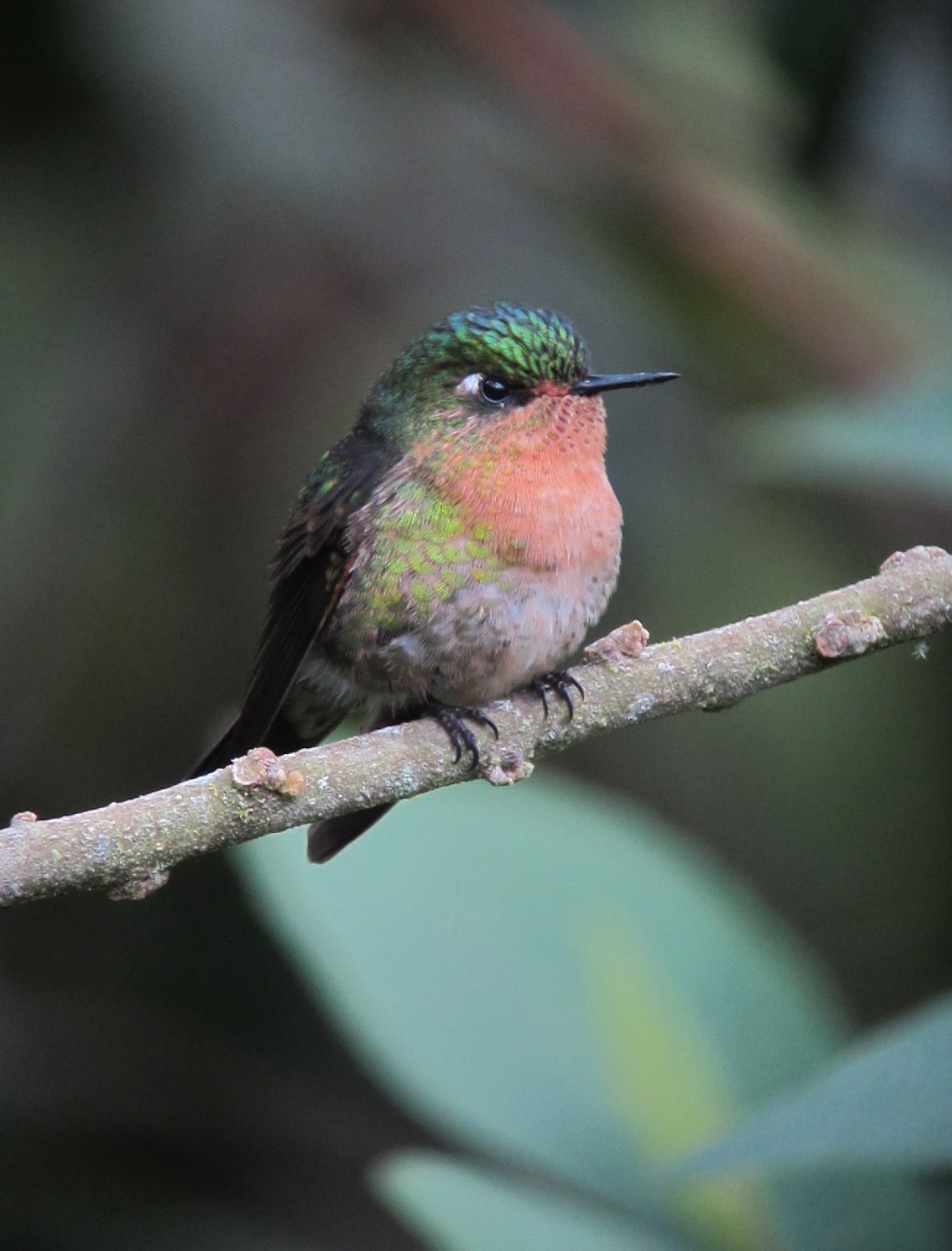
Самиця зеленогорлого колібрі-барвограя (Колумбія)

Довжина самців становить 8—10 см, самиць 7,5 см, вага 2,7—5 г. Самці мають переважно темно-мідно-зелене забарвлення, горло у них смарагдово-зелене, блискуче, за очима білі плямки, хвіст дещо роздвоєний, бронзовий, блискучий. Нижня частина тіла сіра, пера на ній мають світлі краї. У самиць верхня частина тіла темно-мідно-зелена. Щоки, горло і верхня частина грудей у них рудувато-коричневі або рудувато-охристі, поцятковані оливково-зеленими плямами, решта нижньої частини тіла блідо-білувато-охриста, боки поцятковані зеленими плямами. Крайні стернові пера мають білі кінчики. Дзьоб короткий, довжиною 10—12 мм, чорний і прямий.
Представники різних підвидів різняться за забарвленням. У представників підвиду M. t. districta хвіст фіолетовий, у самиць цього підвиду плями на нижній частині тіла відсутні. У представників підвиду M. t. chloropogon хвіст мідно-червоний, загалом самці цього підвиду мають майже повністю чорне забарвлення, у самиць є лише кілька плям на горлі і верхній частині грудей. У представників підвиду M. t. oreopola хвіст золотисто-рудий, у самців пера на верхній частині тіла мають мідні смуги на кінці, нижня частина тіла у них зелена, пера на ній мають бліді краї, у самиць цього підвиду плям на нижній частині тіла мало. У представників підвиду M. t. quitensis дзьоб довший, ніж у представників номінативного підвиду, а хвіст бронзово-оливковий. У представників підвиду M. t. septentrionalis хвіст фіолетово-синій, поцяткований зеленими плямками, у самців цього підвиду нижня частина тіла біла, поцяткована бронзово-оливковими плямами. У представників підвиду M. t. smaragdinicollis хвіст також фіолетовий, однак у самиць цього підвиду горло і груди плямисті, як у самиць номінативного підвиду.

## Підвиди
Виділяють сім підвидів:
- M. t. districta Bangs, 1899 — гори Сьєрра-Невада-де-Санта-Марта на півночі Колумбії і гори Сьєрра-де-Періха на кордоні Колумбії і Венесуели;
- M. t. chloropogon (Cabanis & Heine, 1860) — Прибережний хребет на півночі Венесуели (від Арагуа до Міранди);
- M. t. oreopola Todd, 1913 — гори Кордильєра-де-Мерида на заході Венесуели;
- M. t. tyrianthina (Loddiges, 1832) — Анди на крайньому заході Венесуели (Тачира), в Колумбії (всі три хребти), в східному і південному Еквадорі та на крайній півночі Перу (П'юра);
- M. t. quitensis Gould, 1861 — північно-західний Еквадор;
- M. t. septentrionalis Hartert, E, 1899 — західні схили Перуанських Анд (на захід від річки Мараньйон, від Кахамарки до Ліми);
- M. t. smaragdinicollis (d'Orbigny & Lafresnaye, 1838) — східні схили Перуанських Анд (на південь від Амазонаса) і північно-західна Болівія (Ла-Пас).

## Поширення і екологія
Зеленогорлі колібрі-барвограї мешкають у Венесуелі, Колумбії, Еквадорі, Перу і Болівії. Вони живуть у вологих гірських, хмарних і карликових тропічних лісах, на узліссях і галявинах та у високогірних чагарникових заростях парамо. Зустрічаються на висоті від 1500 до 4200 м над рівнем моря, переважно на висоті від 2500 до 3300 м над рівнем моря. Взимку мігрують в долини, у Венесуелі трапляються на висоті 600 м над рівнем моря. Живляться нектаром квітучих дерев середнього розміру, шукають їжу на висоті від 1 до 6 м над землею. Зеленогорлі колібрі-барвограї зависають в повітрі над квіткою або чіпляються за суцвіття, іноді вони проколюють основу квітки дзьобом, «викрадаючи» нектар. Також вони доповнюють раціон комахами, яких ловлять у польоті. Самці і самиці живляться нектаром різних квітів, тому їх часто можна побачити разом в одному місці. Початок сезону розмноження різниться в залежності від регіону, в горах Сьєрра-де-Періха він триває з квітня по серпень. Гніздо відкрите, чашоподібне, робиться з моху, лишайників, печіночників та іншого рослинного матеріалу, іноді встелюється м'яким насінням, розміщується в заглибині в скелі або підвішується до коріння на березі річки. В кладці 2 яйця.